# Шрапнель, Генри
Генри Шрапнель (англ. Henry Shrapnel — Генри Шрэпнел) (3 июня 1761, Брадфорд-он-Эйвон — 13 марта 1842, Саутгемптон) — генерал-лейтенант Британской армии, предложивший конструкцию артиллерийского снаряда для поражения живой силы противника, впоследствии названную его именем.

## Биография
Генри Шрапнель ещё в 1784 году, будучи лейтенантом Королевской артиллерии, изобрёл полое артиллерийское ядро, наполненное взрывчатым веществом и мелкими металлическими шариками. Это ядро взрывалось в полете и разлетающимися шариками поражало живую силу противника. Такое ядро было принято на вооружение Британской армией только в 1803 году и стало называться шрапнельным ядром. К моменту внедрения изобретения Генри Шрэпнел состоял на военной службе в звании капитана (из-за чего в источниках он часто упоминается как «капитан Шрэпнел») в течение уже 8 лет. Артиллерийские снаряды Шрапнеля довольно быстро продемонстрировали свою эффективность против пехоты и кавалерии. За своё изобретение Генри Шрэпнел был достойно вознагражден: уже 1 ноября 1803 года он получил звание майора, затем 20 июля 1804 года он был произведен в звание подполковника, в 1814 году ему было назначено денежное содержание от британского правительства в размере 1200 фунтов в год, впоследствии он был произведен в генералы.